# ساعت خوش
ساعت خوش یک مجموعه تلویزیونی در ژانر کمدی به کارگردانی مهران مدیری بود که در سال‌های ۱۳۷۳ و ۱۳۷۴ به صورت هفته‌ای یکبار از شبکه دو سیمای جمهوری اسلامی ایران پخش می‌شد. این مجموعه چهره‌های جدیدی را به سینما و تلویزیون ایران معرفی کرد که پیش از آن بیشتر در تئاتر فعالیت داشتند و برای عموم مردم چندان شناخته شده نبودند. این چهره‌ها بعداً به اصلی‌ترین طنزپردازان عرصه سینما و تلویزیون ایران بدل شدند.

## عوامل
کارگردانی ساعت خوش را مهران مدیری بر عهده داشت که چهره شناخته شده و مطرحی در کمدی نبود. داوود اسدی، ارژنگ امیرفضلی، رضا عطاران، مهدی فیروزی و علیرضا مسعودی جزو گروه نویسندگان این مجموعه بودند که غالب آن‌ها پس از این مجموعه به کار خود در ژانر کمدی ادامه دادند. تدوینگر فرهاد حیدری و تهیه‌کنندگان علی سمنانی و حسن سمنانی بودند و رضا نادری هم تهیه‌کننده اجرایی مجموعه بود.
مهران مدیری، نادر سلیمانی، حسین رفیعی،امیر غفارمنش، رضا شفیعی‌جم، ارژنگ امیرفضلی، رضا عطاران، حمید لولایی، نصرالله رادش، داوود اسدی، سعید آقاخانی، یوسف صیادی، فاطمه هاشمی، رامین ناصرنصیر، پوپک گلدره، نعیمه نظام‌دوست، معصومه کریمی، طیبه ابراهیم، نیما فلاح، اردشیر منظم، محسن حاجیلو، آرش میر احمدی، امیر زریوند و علیرضا مسعودی جزو بازیگرانی بودند که مقابل دوربین این سریال رفتند. بسیاری از آن‌ها با این مجموعه به شهرت رسیدند.

## آیتم‌ها
خان‌دایی‌جان: نادر سلیمانی در نقش خان‌دایی‌جان و سعید آقاخانی در نقش سعید یکی از زوج‌های این مجموعه بودند. سعید شخصیتی پرشیطنت بود که کارهای اشتباهی می‌کرد و با غضب خان‌دایی مواجه می‌شد. این آیتم، قطعه‌ای آهنگین با شروع «سلام، سلام صدتا سلام…» هم با همخوانی آقاخانی و سلیمانی داشت.
کارآگاه درک: رضا شفیعی‌جم، نقش کارآگاه درک و داوود اسدی، نقش دستیار او را بازی می‌کرد که بعد از مدتی نیما فلاح ایفاگر آن شد. این آیتم شوخی با موقعیت‌های سریال آلمانی درک بود که ماجراهای یک کارآگاه و دستیارش در کشف رمز و راز پرونده‌های قتل را نشان می‌داد.
مسابقه هفته: مهران مدیری در نقش مجری، رضا عطاران در نقش شرکت‌کننده محبوب و چند بازیگر دیگر در قامت شرکت‌کنندگان مسابقه‌ای که مدام از طرف مجری تحقیر می‌شدند، آیتمی که مخاطبان آن را شوخی با مسابقه هفته با اجرای منوچهر نوذری می‌دانستند.

## حواشی
تبدیل شدن بازیگران جوان ساعت خوش به ستاره‌های تلویزیون، چندان در آن برهه زمانی خوشایند مدیران تلویزیون نبود. روزنامه کیهان در فروردین ۱۳۷۴ مطلبی علیه این برنامه منتشر کرد. سازمان‌هایی مانند آموزش‌وپرورش و حوزه علمیه قم بیانیه‎‌‎هایی در مورد تأثیر اخلاقی مخرب این برنامه روی جوانان صادر کردند و از اینکه نشانی از ادای شعائر دینی در این نمایش‎‌‎ها دیده نمی‎‌‎شود، یا اینکه بازیگران همه «محاسن تراشیده» دارند انتقاد کردند و آن را مصداق بارز «تهاجم فرهنگی» دانستند.
ارژنگ امیرفضلی از بازیگران این مجموعه گفته است «حدود ۳۰۰ - ۴۰۰ دقیقه شاید هم بیشتر، از «ساعت خوش» را درآوردند فقط به خاطر اینکه موهایم بلند بود.»
مسعود پورمحمد نیز در اردیبهشت ۱۳۷۴ نوشت: «ایشان در قالب برنامه «ساعت خوش» و نیز برنامه های ویژه نوروزی توانسته اند چنان ذهن خرد و کلان را اشغال کنند که اکنون کمتر کسی به یاد کلاه قرمزی می افتد. اکنون به جای «اکشال نداره» و «مگه چیه» خرد و کلان می گویند «کف کردم»، «روشن شدی» و... و اگر کسانی باور دارند که این برنامه ها یک رویداد هنری و فرهنگی است، گو باشند.
سیما را چه شده که از تفریط دیروز به افراط امروز کشانده شده است؟ اگر به این نتیجه رسیدند که «ساعت خوش» و «سال خوش» بر خلاف باور کارشناسان مسائل آموزشی و اجتماعی، برنامه های بی ضرر، سرگرم کننده و آموزنده است، مراتب را جهت عبرت عموم اعلان کنند.»
علی لاریجانی با حکمی ادامه پخش برنامه را متوقف و کلیه عوامل دخیل، اعم از بازیگران، نویسندگان، کارگردان و حتی عوامل فنی را تا اطلاع ثانوی از هرگونه فعالیت در تولیدات صدا و سیما محروم (ممنوع‌الکار) کرد. ساعت خوش در اوج، یک مرتبه به پایان رسید. این تصمیم اتفاقی برای خود بازیگران هم عجیب بود. این محرومیت سه سال ادامه داشت و وزارت فرهنگ و ارشاد اسلامی هم از آن تبعیت کرد و این افراد از حضور در سینما، تئاتر و حتی پشت صحنه محروم شدند. در این دوران هر یک مشغول کاری غیر از حوزه تصویر شدند و بعد از آن با پیشنهادهای تازه دوباره به این عرصه بازگشتند.